# 味覚シェア技術
味覚シェア技術（みかくシェアぎじゅつ）は、第6世代移動通信システム（6G通信）を使って味をデータ化し、相手の感じる味覚を予測し、その味をシェアできるよう味を生成する技術である。

## 概要
会話での共有が難しい味覚の共有に関し、約25の項目からさまざまな場面における食べ物の味をデータ化し、そのデータに基づいて苦味、甘み、酸味などを調合した液体を生成し、相手の感じる味をシェアする技術である。母親の作った料理や、子どもの頃に感じた味、映画内で登場する食べ物の味の液体を生成し、その味を感じることができる。2024年1月17日にNTTドコモによって初めてその技術が公開された。

## 技術
NTTドコモ、宮下芳明研究室、H2L株式会社によって開発された。この技術は、味覚のデータを把握する機器、味覚の感度に対する個人差を推定する機器、味覚を再現する機器で構成される技術である。